# Литвинівська сільська рада (Біловодський район)
| Литвинівська сільська рада — колишній орган місцевого самоврядування у Біловодському районі Луганської області з адміністративним центром у с. Литвинівка. Історична дата утворення: в 1918 році. Водоймища на території, підпорядкованій даній раді: річка Сухий Обитік. Сільській раді підпорядковані населені пункти: - с. Литвинівка |

## Склад ради
Рада складалася з 14 депутатів та голови.

### Керівний склад ради
| ПІБ                        | Основні відомості                                                         | Дата обрання | Дата звільнення |
| -------------------------- | ------------------------------------------------------------------------- | ------------ | --------------- |
| Бабічев Михайло Васильович | Сільський голова, 1961 року народження, освіта, безпартійний              | 26.03.2006   | 31.10.2010      |
| Бабічєв Михайло Васильович | Сільський голова, 1961 року народження, освіта вища, член Партії регіонів | 31.10.2010   |                 |

Примітка: таблиця складена за даними джерела